# Trichoferus magnanii
Trichoferus magnanii là một loài bọ cánh cứng trong họ Cerambycidae.